# Hilarempis dolosa
Hilarempis dolosa är en tvåvingeart som beskrevs av Collin 1933. Hilarempis dolosa ingår i släktet Hilarempis och familjen dansflugor. Inga underarter finns listade i Catalogue of Life.